# Strafumati
Strafumati (Pineapple Express) è un film del 2008 diretto da David Gordon Green.

## Trama
Dale Denton, un server processuale e appassionato di marijuana, fa visita al suo spacciatore, Saul. Dale e Saul fumano insieme la rara varietà "Pineapple Express" prima che Dale se ne vada per riprendere a lavorare. Arriva a casa di Ted Jones e vede Ted e l'agente di polizia Carol Brazier sparare e uccidere un uomo asiatico. Mentre fugge dalla scena, Dale lancia il suo scarafaggio contenente Pineapple Express. Ted identifica il ceppo e manda i suoi scagnozzi Budlofsky e Matheson da Red, uno spacciatore che racconta loro di Saul.
Di ritorno all'appartamento di Saul, Dale scopre che Ted è un signore della droga locale e potrebbe rintracciare lo scarafaggio poiché solo Red e Saul hanno il ceppo Pineapple Express. Dale e Saul decidono che devono fuggire dalla città. Tentano di nascondersi nei boschi dove la batteria dell'auto di Dale si scarica. Dale e Saul fanno visita a Red, che dopo un litigio rivela che Ted sa chi sono e intende ucciderli. Budlofsky e Matheson torturano Red per ottenere informazioni ed entrambi gli sparano all'addome. Credendo che la fidanzata del liceo di Dale, Angie, sia in pericolo, lui e Saul si recano a casa sua dove vengono portati via sotto la minaccia delle armi da suo padre. Budlofsky e Matheson arrivano a casa ma Dale e Saul se ne vanno prima che possano essere catturati e la famiglia di Angie va in un hotel.
Dale e Saul poi vendono Pineapple Express per aumentare il biglietto dell'autobus, ma Dale viene arrestato dall'agente di polizia Bobbra. Dale dice a Bobbra di aver visto Brazier e Ted uccidere un uomo. Bobbra sospetta da tempo della corruzione di Brazier e dice che indagherà; Saul, pensando di salvare Dale, dirotta l'auto della polizia. Brazier viene a sapere alla radio della polizia dell'arresto di Dale e insegue Dale e Saul in un inseguimento ad alta velocità, ma scappano. Dopo che Dale e Saul litigano e si separano, Saul viene rapito e tenuto nella tana di Ted. Dale rompe con Angie al telefono dopo che lei ha parlato del matrimonio. Dale quindi arruola un Red ferito per aiutare a salvare Saul, ma Red si ritira all'ultimo minuto e Dale viene catturato. Mentre Dale e Saul aspettano di essere uccisi, riconciliano la loro amicizia e pianificano una fuga.
I rivali di Ted, una banda di droga coreana, attaccano la tana per vendicare la morte del loro compagno gangster. Dale e Saul si liberano ma vengono catturati da Matheson. Segue una rissa e una sparatoria; Matheson uccide Budlofsky per essersi rifiutato di uccidere qualcuno. Red riappare e guida la sua macchina attraverso il fienile, uccidendo Matheson e salvando Saul, ma viene colpito da Brazier. Un membro della banda coreana fa esplodere una bomba uccidendo Ted e dando fuoco al fienile. L'auto di Red esplode e atterra su Brazier, uccidendola. Dale trasporta Saul dalla tana in fiamme e anche Red, gravemente ferito, fugge e si riconcilia con loro. Parlano della loro avventura a colazione in una tavola calda prima che la nonna di Saul li raccolga e li porti in ospedale.

## Produzione
Il film è stato prodotto da Judd Apatow e interpretato da James Franco e Seth Rogen, quest'ultimo oltre che interprete è anche sceneggiatore e produttore esecutivo del film.
I due protagonisti del film sono ispirati a Floyd, ruolo interpretato da Brad Pitt in Una vita al massimo del 1993. Saul Silver è ispirato a George Jung del film Blow.

## Promozione
Il trailer italiano è stato pubblicato il 3 settembre 2008.

## Distribuzione
Negli Stati Uniti il film è stato vietato ai minori a causa del linguaggio, la violenza, l'uso di droghe e i vari riferimenti sessuali.
La pellicola è stata distribuita nelle sale cinematografiche statunitensi a partire dal 6 agosto 2008, mentre in quelle italiane dal 28 novembre.

## Accoglienza

### Incassi
Con un budget di 27 milioni di dollari, il film ha incassato in tutto il mondo 101 624 843 dollari.

## Riconoscimenti
2009 - Golden Globe
- Candidatura - Miglior attore in un film commedia a James Franco

2009 - MTV Movie Award
- Miglior combattimento a Seth Rogen e James Franco contro Danny Mcbride

2009 - MTV Movie Award
- Miglior performance comica a James Franco

2009 - Teen Choice Awards
- Miglior attore in un film commedia a Seth Rogen

2009 - Teen Choice Awards
- Miglior film commedia